# Nicolae Iliescu (actor)
Nicolae (Nae) Iliescu (n. 30 noiembrie 1941, Pitești, județul Argeș) este un actor, pedagog de teatru și scriitor de poezie cu formă scurtă român. A excelat în descoperirea și pregătirea viitorilor studenți la teatru, având propria școală de actorie prin care au trecut numeroase generații de profesioniști în domeniu.

## Activitate
Este absolvent al Institutului de Artă Teatrală și Cinematografică I.L.Caragiale din București (1968) la clasa Ion Șahighian, Ion Cojar și Constantin Codrescu, cu spectacolul „Uriașii munților” de Luigi Pirandello. În toamna aceluiași an  a debutat pe scena Teatrului Național Craiovean, în piesa „Nota zero la purtare” de Virgil Stoenescu și Octavian Sava.
...„Nicolae Iliescu s-a impus curând atenției generale, chiar dacă n-a jucat decât un an la Craiova. An în care a mai interpretat rolurile – Dr. Caesena – din Apus de Soare, Chițu – din piesa Iancu Jianu și Edgar din Regele Lear, în regiile lui Gheorghe Jora și Georgeta Tomescu. Mariana Pârvulescu consemna în Romania Liberă: ...„din restul distribuției l-am reținut pe tânărul Nicolae Iliescu, care în Edgar și-a trăit cu simplitate și sobrietate și de aceea convingător și emoționant, drama lui Edgar paralelă cu aceea a lui Lear”…
Solicitat cu insistență de regizorul Vlad Mugur să vină la Naționalul din Cluj pentru rolul Lysander din piesa – Un vis din noaptea miezului de vară – de W. Shakespeare (și, desigur, convins că intră astfel sub auspiciile unui maestru de un asemenea calibru!), Nicolae Iliescu părăsește Craiova.
Primul rol pe scena clujeană – Lysander –  i-a dat putința (după – Edgar – din Learul de la Craiova), să se afirme într-o largă exegeză shakespeariană (vor urma – A douăsprezecea noapte, Macbeth, Richard al III-lea, Coriolan). 
Pe scena clujeană, a interpretat, între anii 1969 – 1976 peste 20 de roluri de bogat relief și de maximă reușită artistică, sub îndrumarea și prețuirea constantă a unora dintre cei mai importanți maeștri ai regiei teatrale – Vlad Mugur, Val Mugur, Marieta Sadova, Aureliu Manea, Alexandru Tatos, Dan Alexandrescu, Alexandru Colpaci, Dan Micu, Aexa Visarion. Cităm selectiv câteva din rolurile create, urmând detaliile cuvenite – Lysander (Un vis din noaptea miezului de vară – W. Shakespeare), Avram Iancu (în piesa omonimă a lui Al. Voitin, Pepelea (Sânziana și Pepelea – V. Alecsandri), Liliac (O pasăre dintr-o altă zi – D. R. Popescu), Soldatul de Plumb și Tole (în piesa omonimă a lui Sacha Lichy), Dorante (Jocul dragostei și al întâmplării – de Marivaux), Metternich (Zodia taurului – de Mihnea Gheorghiu), Marat (Bietul meu Marat – A. Arbuzov), Schweitzercas (Mutter Courage – B. Brecht), Kosinski (Hoții – de Fr. Schiller), Bufonul Feste (A douăsprezecea noapte – de W. Shakespeare), Hermes (Pacea – de Aristofan)…În regia lui Val Mugur, a jucat pentru prima oară la Cluj într-un rol titular – Avram Iancu – de Alexandru Voitin. Reputatul regizor (tatăl lui Vlad Mugur), mărturisea cronicarului clujean Ilie Călian - …„Cred că Avram Iancu este marele rol de început de carieră a lui Nicolae Iliescu…a făcut un Avram Iancu neretoric, interiorizat ca patriot și intelectual, cu un temperament bine dozat

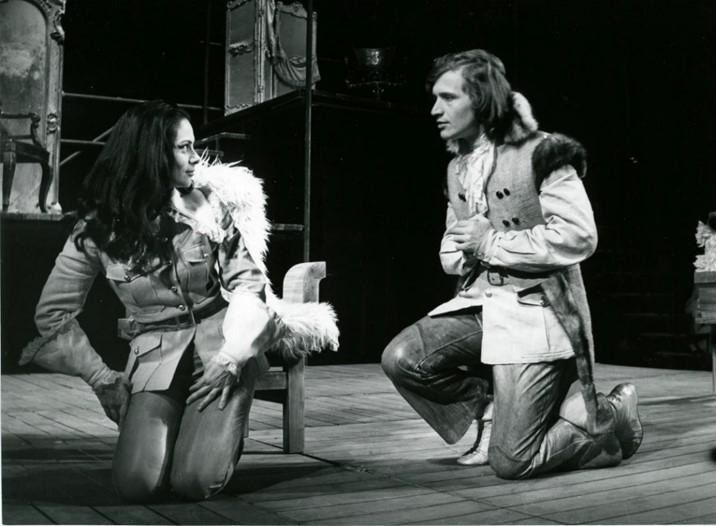
Jocul Dragostei întâmplării Anca Neculce

…”În acest spectacol mamut cu 35 de interpreți …„cel ales pentru rolul de protagonist, a fost cel mai potrivit interpret”, afirmație la care criticul Ion Cocora a adăugat detalii semnificative (Tribuna – 16 iulie 1971). Ne amintim bine spectacolul în care N. Iliescu a triumfat, alături de confrați pe măsură – Anca Neculce (viitoare soție), Gheorghe M. Nuțescu, Dorel Vișan, George Motoi, Miluță Lapteș, Melania Ursu, Viorel Comănici”.
Pe scena Naționalului clujean, Nicolae Iliescu a avut privilegiul de a se bucura de prietenia și prețuirea unui îndrumător providențial de talia lui Aureliu Manea, care a estimat imediat valențele și virtuțile excepționale ale colaboratorului său și l-a clasat în rândurile celor mai siguri – stâlpi de susținere ai – politicii și vocației – sale teatrale. Reamintim că sub – bagheta – lui Aureliu Manea, Nicolae Iliescu a evoluat cu excelență, în spectacolele cu piesele ( Jocul dragostei și al întâmplării – Dorante, – A douăsprezecea noapte – Bufonul Feste, - Pacea – Hermes, - Macbeth – Malcom, Doctor Faustus – Faust.
Aparițiile lui Nae Iliescu sub viziunea regizorală a lui Aureliu Manea, au fost în totul încununate sub aura acestei dedicări profesionale, intelectuale și umane. Ca argumentare ne vom rezuma la aprecierile rolului Bufonului Feste …„în spectacolul lui Aureliu Manea, (accentua criticul Dumitru Chirilă), Feste este sinteza lucidă și ordinatoare a drumului spre starea de echilibru, cel care vede adevărul din prima clipă, știind să privească dincolo de măști sau stări accidentale, fiind una dintre prezențele remarcabile ale reprezentației – (Familia – Februarie 1975) Nota distinctivă cea mai proeminentă a personajului a fost – ironia amară a inteligenței”…

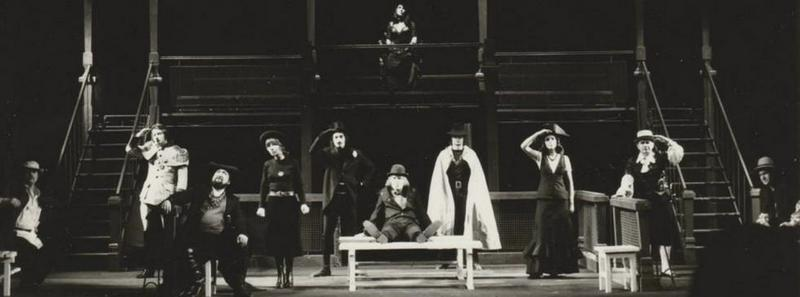
Scenă din "A douăsprezecea noapte"

O cronică apărută in Făclia – 4 iunie 1972, semnată de Benone Neagoe, consemnează …„există în fiecare rol creat de Nicolae Iliescu, felurite nuanțe de umor și tristețe dar mai ales de veridicitate. Priviți-l când intră în scenă. Aduce cu sine ceva din firescul și punctualitatea unor statornicii. Pentru că Nicolae Iliescu ne-a obișnuit cu o singura voluptate – aceea de a se confunda cu personajele sale și de a le impune, prin adevărul structurii lor intime, memoriei noastre…” Perioada clujeană (7 ani), a fost în totul fastă, pentru încă tânărul actor (avea 35 de ani de viață și 18 ani de actorie). 
Și totuși răsfățatul teatrului transilvan a plecat în 1976 la Ploiești. Numai faptul că, Ploiești a jucat într-o singură stagiune, două roluri sub îndrumarea lui Aureliu Manea (Malcom – în Macbeth și Faust în Dr. Faustus – Marlow), ne face să credem că l-a chemat la teatrul prahovean, numai dorința de a fi cât mai mult și mai aproape de neprețuitul lui prieten și maestru – Rică! „Marea mea iubire, rămâne însă Manea! Tot cu el am jucat Dorante din „Jocul Dragostei și al întâmplării” de Marivaux, un spectacol de mare succes, care s-a jucat mult prin toată țara. La lucru, Manea fantazează, fascinează, subjugă – este extraordinar. Din toate argumentele de azi și contra argumentele de mâine, din toate experiențele făcute cu credință, cu fanatism în repetiții, la un moment dat, se distila exact ce trebuia...o bucurie. „La momentul, Ploiești, se adaugă o rezonantă piesă românească – Hotărârea – de Mircea Bradu – rol Nehoda, într-o versiune viguros proiectată de regizoarea Magda Bordeianu.
Din nou Nicolae Iliescu a pornit la drum. De data aceasta, spre – groapa cu lei – a Capitalei... Prețuirea pentru Aureliu Manea, i-a rămas neostoită, merinde de drum – “Aripă bântuită de neumbletul visului”.
A intrat în Capitală câștigând primul concurs organizat de proaspătul director al Teatrului Mic – Dinu Săraru – care a știut (cum puțini alții), să-și facă echipe redutabile. A “debutat” pe scena din Sărindar, sub îndrumarea lui Laurențiu Azimioară într-un spectacol de poezie „Omul, continuați să puneți întrebări!” pe un scenariu al scriitoarei - actriță, Ada D’Albon. În cea de-a doua apariție pe scena Micului, deja face vâlvă în rolul - Cititorului de contor - Paul Everac, scriitor care rareori s-a pronunțat elogios despre altcineva, montând propria-i piesă, a declarat după premiera de un real succes, pe scena „Micului” – ...„Iliescu are calități serioase, intră acum în București călare. Cred că se va ține bine în șa”...

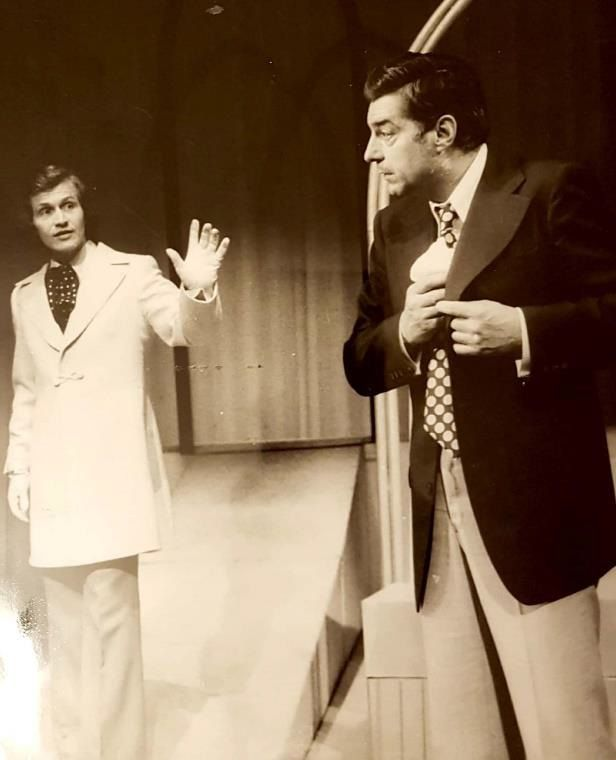
Cititorul de Control Silviu Stănculescu

Pe aceasta scenă trainică, cu lumini ale rampei neînșelătoare, Nicolae Iliescu a purtat neîncetat nimbul reușitei în peste 30 de roluri importante. Amintim doar Honterius din Evul mediu întâmplător și Filip din Amurgul burghez de Romulus Guga, Timotei Cipariu din Nu pot să dorm, Geanovu din Niște țărani de Dinu Săraru, Pilat din Pont din Minunea învierii lui, Surdo-mutul din Nebuna din Chaillot, de Giraudoux, Anchetatorul din Maestrul și Margareta, de M. Bulgakov, Nasty din Diavolul si Bunul Dumnezeu de J. P. Sartre, Alfredo Cantavale din Să îmbrăcăm pe cei goi de L. Pirandello, Catsby din Richard al III-lea de W. Shakespeare, Cominius din Coriolan, de W.Shakespeare, Egerton din Elisabeta din întâmplare o femeie, de Dario Fo, Cavalerul Saint-Quen din Jaques și stăpânul său de Milan Kundera, Comisarul Troughton din Bigamul de Ray Cooney, Pastorul din Dansul sergentului Musgrave de John Arden, șamd. O atare diversitate de roluri a fost împlinită – cum în destul de puține cariere cu luminos destin, se întâmplă – sub îndrumarea unui eșalon de regizori redutabili, - Cătălina Buzoianu (5 montări), - Silviu Purcărete (4 montări), - Cristian Hagi - Culea (5 montări), - Dan Pița, Dinu Cernescu... De asemenea a avut parteneri de scenă străluciți, Leopoldina Bălănuță, Ștefan Iordache, Vasile Nițulescu, Carmen Galin, Mitică Popescu, Olga Tudorache, Valeria Seciu, Dan Condurache, Coca Bloos, Monica Ghiuță...
Valentin Silvestru – decenii la rând conducătorul de breaslă al istoricilor și criticilor teatrali din țara noastră- l-a clasat pe Nicolae Iliescu, printre cei mai valoroși interpreți din spectacolul Evul mediu întâmplător - ...„e soldatul răzvrătit, apostatul denunțător, sentimentalul rezoneur, purificat și înălțat prin eroic, la simbol, având capacitatea de a trece de la teluric la astral” (România literară, 13 martie 1980). În România Liberă, o impunătoare cronică a temutului critic Radu Popescu (căruia cu greu i se putea intra în voie), în care acesta într-o privire admirativa puncta creațiile izbândite de „Mitică Popescu și Nicolae Iliescu, doi soldați – paznici – torționari, ale căror drumuri se despart, al unuia continuând spre crimă, al celulalt, spre trezire și ideal, și-au afirmat încă o dată, calitățile de mașini perfect puse la punct” (România liberă 11 martie 1980).
Un spectacol care a făcut vogă în teatru și în presa de profil, a fost proiectat de regizorul Mihail Lungeanu, după excelentul text al lui Dario Fo – Elisabeta, din întâmplare o femeie – și a avut de asemenea, o distribuție de zile mari (Leopoldina Bălănuță, Coca Bloos, Gheorghe Visu și bineînțeles, Nicolae Iliescu). Valentin Silvestru, a descoperit un „solist de lux în aceasta spumoasă „arlechinadă”, șeful poliției secrete – Egerton, paratrăsnet pentru furiile Doamnei, spion inteligent și abil, elastic personaj, cum cere serviciul , configurat cu umor sec, impecabil, de Nicolae Iliescu, pliat mereu pe ondulațiile de stare ale stăpânei”.

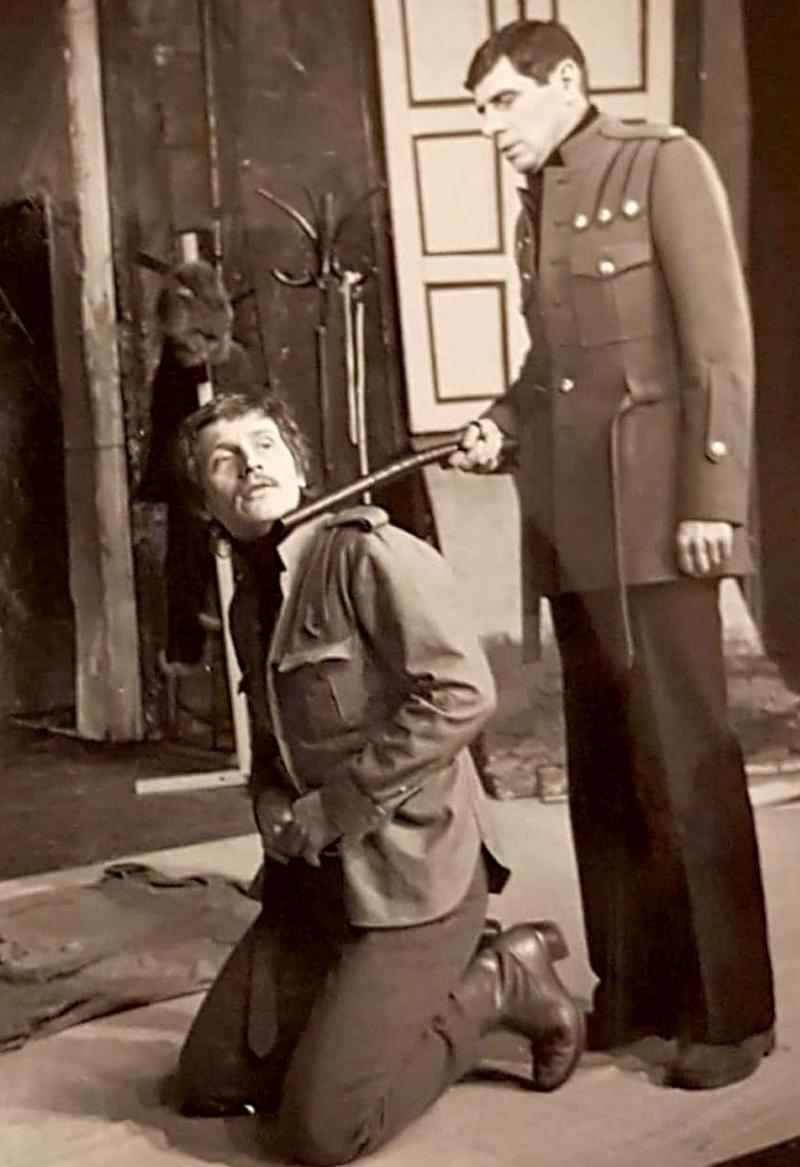
Evul Mediu Întâmplător Mitica Popescu

Pentru Nicolae Iliescu, nu numai scena a fost casă bună a devenirilor sau performanțelor sale artistice. În egală măsură a înnobilat prezențele sale atât pe platourile cinematografice cât și pe cel de televiziune și radio-difuziune. Din cele patru roluri de film (Pintea, Al patrulea stol, Labirintul și Burebista) în regiile lui Mircea Moldovan, Timotei Ursu, Șerban Creangă și Gheorghe Vitanidis. Pelicula cinematografică – Al patrulea stol – adaptare după piesa Jocul de-a vacanța de Mihail Sebastian, a avut în Nicolae Iliescu interpretul ideal al rolului Ștefan Valeriu. Critica de film a elogiat meritele deosebite ale actorului de la Teatrul Mic, alături de Violeta Andrei (în cel mai bun rol al său) și Ileana Stana Ionescu.
Criticul cel mai autorizat al artei filmice, D. I. Suchianu, nota accentuat – „Cât despre Ștefan Valeriu, protagonistul, el are originala particularitate de a nu aparține niciuneia din celebritățile care ni se servesc la pachet, în toate filmele noastre. Gândindu-mă care altul din zecile de buni actori ar fi putut juca mai bine sau măcar tot atât de bine, acel rol, nu am găsit nici un nume. De altfel e un rol greu, pe muchie de cuțit, călare pe doua portrete – acela al omului superior și acela al moftangiului în epatarea galeriei. Actorul se numește Nicolae Iliescu de la Teatrul Mic din București.” (Romania Literară 8 martie 1979).
La rândul său criticul de teatru și film Ion Parhon și-a manifestat entuziasmul și bucuria de a consemna succesul prietenului său (craiovean!) –...„Despre Nicolae Iliescu – interpret care a străbătut discret dar sigur drumul consacrării în casa Thaliei, pe ruta Craiova, Cluj-Napoca, Ploiești și București, spre a se dovedi acum și un înzestrat actor de film – gândim că reprezintă în cea mai mare parte oglinda fidelă a intențiilor scenaristului, încununând totodată și bucuria regizorului Timotei Ursu de a ne oferi... surprize plăcute în distribuție. Simplicitatea și firescul înfățișării, autocenzurarea atitudinilor, dezinvoltura pașilor, ori zgârcenia gestului, se împletesc armonios într-o interpretare unitară, modernă și pătrunzătoare, într-un personaj numai la prima vedere monocord, dar în realitate complex, bogat sufletește, viabil.” (Familia nr. 3 (163) – Martie 1979)

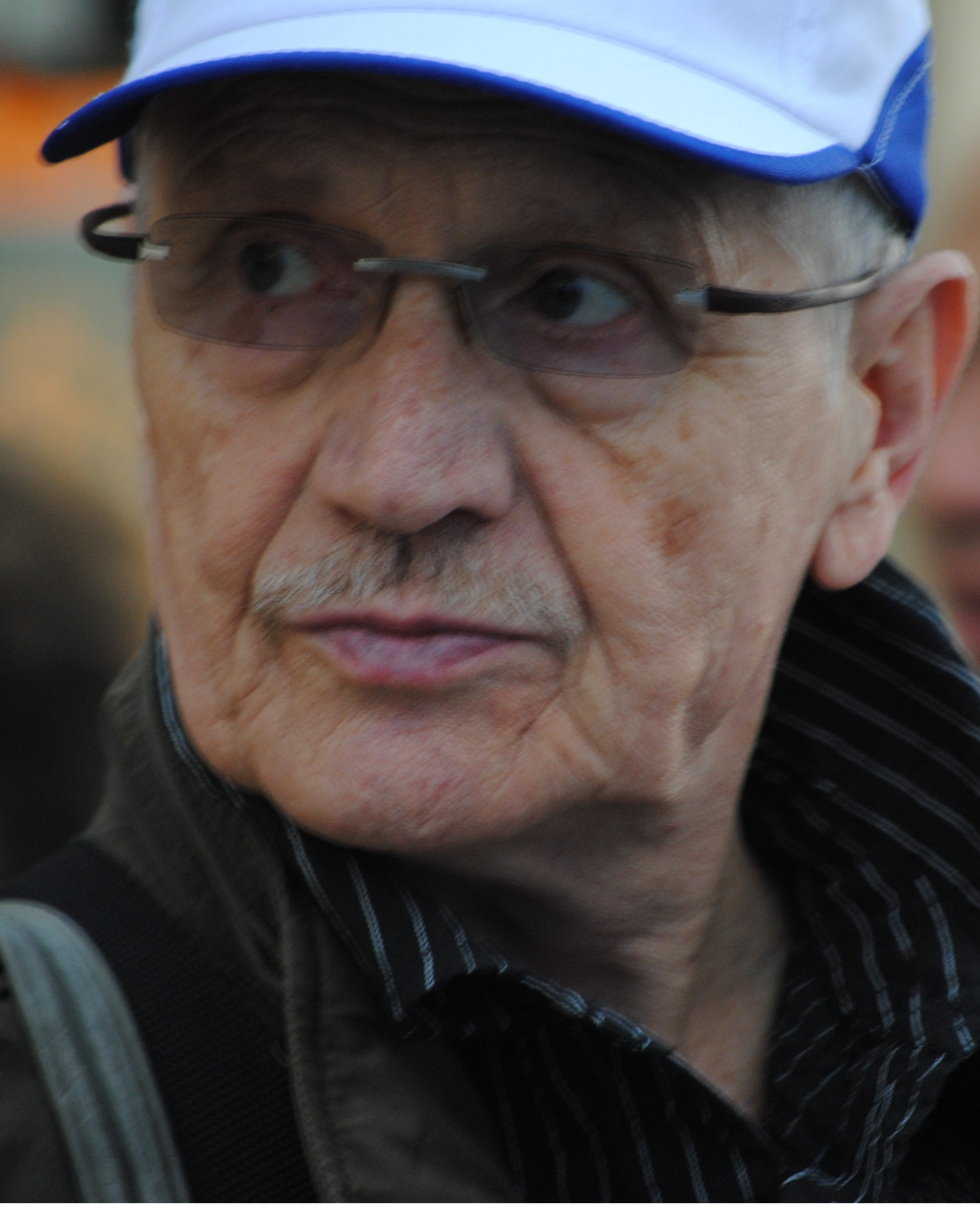
Nae Iliescu portret

Filmul de televiziune – Banchiza – realizat tot de Timotei Ursu, după piesa „Ulei” a lui O’Neill, a stârnit entuziasmul scriitoarei și criticului cinematografic Ecaterina Oproiu pentru realizarea filmica a lui Nicolae Iliescu în compania unor cineaști de mare experiență și vocație ca Irina Petrescu și Amza Pelea. (Contemporanul 16 iulie 1982)
Și acum să stăruim asupra celor trei sipeturi de seve și frumuseți care sunt cărțile lui Nicolae Iliescu, semnate simplu și familiar – Nae Iliescu și tot atât de familială fiind dedicația către ființa minunată căreia i-le închină – pentru Anca: Gânduri în tranzit (Carnet de actor), Gara de pe plajă – Poeme la purtător și Credință.
Marele actor, poet și pictor Vasile Nițulescu, boem nepereche, cu aură de legendă, i-a încredințat prietenului său, un - Cuvânt înainte, tipărit postum :
... „Potolită, metodic îndepărtată de vârtejuri, lirica de față, poartă și dă arsuri, pe care și le procură numai neinițiații în voluptatea tăvălirii în soarele mării.
De-ajuns! Să număr daca n-am scris mai multe cuvinte decât autorul. Drum bun, carte cu fruntea ta!”
La rându-i – poetul prieten (Nae), i-a trimis un – Mesaj – ardent: „Astăzi Octombrie ’99 gândurile mele și bune și rele au plecat în lume lumea și bună și ne bună și nebună”
În cuvântul după, Ion Cocora, notează...„Spirit meditativ, bântuit de interogații, poetul – actor, scrie poeme apăsat confesive, limpezi și austere, în care nu se lasă loc pentru nici o gesticulație complementară...Rostiri ale unui Hamlet de-o amară luciditate, incapabil să-și disimuleze deznădejdea în fața miopiei celor trecătoare, o deznădejde ce trimite la clipele de singurătate ale actorului după spectacol. Carte singurară, murmurată discret ca o șoaptă de taină...”
Poemele la purtător – au stârnit atenția și emoția altor importanți cititori – exploratori în adâncul cuvintelor alese. Neuitatul realizator de frumuseți sonore în eter, Iulius Țundrea, și-a confesat bucuria nețărmurită în fața acestui creator de sinteze poetice, poeme într-un vers – comparându-l cu Ion Pillat, Tudor Arghezi, cu celebrele Haiku-uri, dar și cu alți inegalabili actori și făurari de rime ca Gh. Ionescu – Gion, Vasile Nițulescu și Dinu Ianculescu – ...„Ca și Tudor Arghezi, care nu contenea să atragă atenția asupra cuvântului românesc – dor-, Nae Iliescu privește din adâncul ființei sale, cuvântul – îndoriat – care poate să însemne – impregnat de un dor profund, străbătut de un dor nemărginit, îmbogățit spiritual prin forța dorului. – Îndoriat – este un cuvânt despre care se va mai vorbi”. „ARDERE – Dor trecător îndoriat de dor “
Despre aceste poeme „mici” numai în forma lor, dar uriașe în efectele lor, un alt mare prieten și admirator – Vladimir Brânduș (Tom), a reușit un profund demers analitic si a disecat exact condiția existenței de azi a acestui intelectual al spiritului. ...„N-aș ști să spun de ce a părăsit după atâția ani de scenă, lumea teatrului, Nae Iliescu, în pofida aprecierii de care s-a bucurat... Sunt însă convins că Eu-l său stă acum pe un liman mai sigur, mai aproape de sinele său, că liniștea este câștigul cel mai mare în noua sa condiție de poet – agricultor al spiritului. În spiritul poetului, fost actor, lumina rampei a pierdut în favoarea luminii interioare, ropotul aplauzelor a cedat locul liniștii meditației. Scena a devenit laborator liniștit de semințe – germeni de gând și idee. Nae a înlocuit confirmarea măgulitoare de la sfârșit de spectacol, cu întrebarea neliniștitoare de la început de gând. Căci acolo unde este Nae, întrebarea nu are niciodata sfârșit și confirmarea măgulitoare nu are niciodata loc…”
Și totuși răsfrângerile nepieritoare ale fascinației rampei și ecranului se mai păstrează adesea. Condiția omului de artă purtător de măști și lauri, este adesea mărturisită cu fervoarea propriilor credințe păstrate prin înduioșate ecouri de taină.
Iată-ni-l invocând pe nemuritorul Laurence Olivier: „De pe altarul vieții pe scena din nefire la revedere Sire”
Sau pe inegalabilul Aureliu Manea: „Rană de lumină prin vămile Thaliei”
O emoționantă efuziune de breaslă și menire, în „Actor”: „Îmi tot îngrop pe câte cineva din mine”
Credința în Eminescu este omniprezentă: „îMI HAIducește gândul E-n MINE SCUt de suflet”
Lui Nicolae Labiș îi scrie nostalgic: „Cred că ți-ai găsit căprioara la izvorul lacrimilor tale”
Creator până mai ieri al atâtor efigii în teatrul istoric românesc și universal, poetul-actor îl urcă pe marele Voievod Ștefan cel Mare și Sfânt în înaltul și limpezimile boltei: „Îți simt urmele sufletului prin tot albastrul de pe crucile cerului”
Neîndoielnic, acest sumar excurs (pentru spațiul revistei “Lamura”) dar și atât de restrâns cadru al prețuirii noastre, pentru Nae (Nicolae) Iliescu, se dorește a fi mărturisirea bucuriei și onoarei de a-l fi cunoscut, dincolo de clasificările oficiale, grăbite uneori, sau rezumative. Nicolae Iliescu, actorul cu atâtea performanțe în lumea teatrală, radiofonică și filmică, intelectual de nobil rafinament, dascăl, care a întemeiat destine, actor-pedagog, pe la Școala lui de inițiere spre tainele Actoriei, trec și au trecut un impresionant număr de actori, de-a lungul timpului. A colaborat (prof. asociat), cu Octavian Cotescu la IATC I. L. Caragiale București, cu Ion Cojar la Univ. Hyperion.
Mărturisește că toate faptele, întruchipările și credințele sale sunt doar, „Stropi de suflet pe-un ciob de timp”

## Educație
A absolvit în anul 1968 Institutul de Artă Teatrală și Cinematografică „I.L.Caragiale” București la clasa – Prof. Ion Cojar și Constantin Codrescu.
A susținut examenul de stat cu piesa Uriașii munților de Luigi Pirandello în rolul Battaglia, regia artistică Eugenia Ionescu și Sscenografie Miruna și Radu Boruzescu.
| Teatre în care a lucrat: | 1968 - 1969 | Teatrul Național Craiova     |
|                          | 1969 - 1976 | Teatrul Național Cluj-Napoca |
|                          | 1976 - 1977 | Teatrul Municipal Ploiești   |
|                          | 1977 - 2007 | Teatrul Mic București        |

## Roluri interpretate

#### 1968 – 1969 –Teatrul Național Craiova
- Regele Lear – W. Shakespeare, regizor Gheorghe Jora: Edgar
- Apus de Soare – Barbu Șt. Delavrancea, regizor Gheorghe Jora: Doctorul Caesena
- Iancu Jianu – Florin Măgureanu, regizor Georgeta Tomescu: Chițu
- Nota zero la purtare – V. Stoenescu și Oct. Sava, regizor Gh.Jora: Dumitrana

#### 1969 – 1976 –Teatrul Național Cluj-Napoca
- Un vis din noaptea miezului de vară – W.Shakespeare – Vlad Mugur – LYSANDER
- Avram Iancu – Al.Voitin – Val Mugur – AVRAM IANCU
- Sânziana și Pepelea – Vasile Alecsandri – Rodica Radu – PEPELEA
- Capul de rățoi – Gheorghe Ciprian – Victor Tudor Popa – STUDENTUL
- Tango la Nisa – Mircea Radu Iacoban – V.T.Popa – Prof.de sport RELU
- O pasăre dintr-o altă zi – Dumitru Radu Popescu – Alexa Visarion – LILIAC
- Meșterul Manole – Lucian Blaga – Alexa Visarion – SOLUL
- Profesiunea doamnei Warren – Bernard Shaw – V.T.Popa – FRANK GARDNER (colaborare la Teatrul din Turda)
- Cei șase – Robert Hoseinn – V.T.Popa – Pictorul VERNET
- Soldatul de plumb – Sacha Lichy – Rodica Radu – dublu rol – SOLDATUL de plumb și TOLLE
- Jocul dragostei și al întâmplării – Marivaux – Aureliu Manea – DORANTE
- Singurătatea trăgătorului la țintă – Vasile Rebreanu și Mircea Zaciu – V.T.Popa – FILIP
- Zodia taurului – Mihnea Gheorghiu – Marieta Sadova – METTERNICH
- Bietul meu Marat – Alexei Arbuzov – Dan Alexandrescu – MARAT
- Fântâna Blanduziei – Vasile Alecsandri – D.Alexandrescu – GALLUS
- Mutter Courage – Bertold Brecht – Alexandru Tatos – SCHWEITZERKAS
- Hoții – Fr.Schiller – Henry Simon (Germania) – KOSINSKI
- Rețeta Makropolous – Karel Capek – Alexandru Colpaci – MAC GREGOR
- A douăsprezecea noapte – W.Shakespeare – Aureliu Manea – Bufonul FESTE
- Pacea – Aristofan – Aureliu Manea – HERMES

#### 1976 – 1977 – Teatrul Municipal Ploiești
- Macbeth – W Shakespeare – Aureliu Manea – MALCOM
- Doctor Faustus – Marlow – Aureliu Manea – DOCTOR FAUST
- Hotărârea – Mircea Bradu – Magda Bordeianu – ofițerul austriac NEHODA

#### 1977 – 2007 –Teatrul Mic București
- Omul,continuați să puneți întrebări – Ada D’Albon – Laurențiu Azimioară – Spect.de grup
- Cititorul de contor – Paul Everac – regia Paul Everac – CITITORUL DE CONTOR
- Nebuna din Chaillot – Giraudoux – Silviu Purcărete – SURDO-MUTUL
- Nu sunt turnul Eifel (muzical!) – Ecaterina Oproiu – Cătălina Buzoianu – PREZENTATOR
- Se ridică ceața – Fl.N.Năstase – Silviu Purcărete – PAMFIL ȚONEA
- O șansă pentru fiecare – Radu F.Alexandru – Cristian Hagi-Culea – ALIN.(inaugurare Teatrul Foarte Mic !)
- Evul mediu întâmplător – Romulus Guga – Cr.Hagi-Culea – HONTERIUS
- Maestrul și Margareta – Mihail Bulgakov – Cătălina Buzoianu – ANCHETATORUL
- Mârâiala – Paul Cornel Chitic – Cristian Hagi-Culea – GEANĂ.(la T.F.Mic)
- Diavolul și Bunul Dumnezeu – J.P.Sartre – Silviu Purcărete – NASTY
- Să îmbrăcăm pe cei goi – Luigi Pirandello – Cătălina Buzoianu – ALFREDO CANTAVALE
- Nu pot să dorm – Ion Brad – Cr.Hagi-Culea – TIMOTEI CIPARIU. (la T.F.Mic și T.Mic)
- Richard al III-lea – W. Shakespeare – Silviu Purcărete – CATSBY
- Atenție, se filmează! – Ghenadi Mamlin – Liuda Shekely-Anton – HMAROV.(la T.F.Mic)
- Coriolan – W.Shakespeare – Dinu Cernescu – COMINIUS
- Dama cu camelii – scenariu de Cătălina Buzoianu – Căt.Buzoianu – TEOPHILE GAUTIER
- Niște țărani – Dinu Săraru – Cătălina Buzoianu – GEANOVU
- Fără aprobare – P.Ispas – Cr.Hagi-Culea – Dir.șantier RĂDUCU
- Amurgul burghez – Romulus Guga – Dan Pitza – FILIP
- Minunea Învierii Lui – P.P.Procopoiu – Cr.Hagi-Culea –PILAT
- Elisabeta, din întâmlare o femeie – Dario Fo – Mihai Lungeanu – EGERTON
- Jaques și stăpânul său – Milan Kundera – Petre Bokor – Cavalerul SAINT-QUEN
- Migrena – Hanibal Stănciulescu – Radu Băieșu – DOCTORUL-VRACIUL
- Bigamul – Ray Cooney – Cristian Ioan – Comisarul TRAUGHTON
- Dansul sergentului Musgrave – John Arden – Ctin.Rădoacă – PASTORUL
- Bine mamă, da’ăștia povestesc în actu’doi ce se-ntâmplă în actu’-ntâi – Matei Vișniec – Nona Ciobanu – GHIDUL.

## Filmografie
- 1976 – Pintea – groful Bartolok
- 1978 – Înainte de tăcere
- 1979 – Al patrulea stol – Ștefan Valeriu
- 1980 – Labirintul – Gheorghe Cristescu-Plăpumaru
- 1980 – Burebista – generalul roman Iuliu Cezar
- 1997 – Omul zilei

## Televiziune
- 1977 – Neîncredere în foișor – Eugen Todoran – CIRIN
- 1978 – Cuza Vodă – Eugen Todoran – AMBASADORUL ANGLIEI
- 1979 – Interludiu – Domnița Munteanu – Ing.LUCHIAN
- 1980 – Trandafirii roșii , (Zaharia Bârsan) – Constantin Dicu – VAL VOEVOD
- 1980 – Istoria Teatrului Românesc – serial TV - episod 3, 4, 5, 6 - VASILE ALECSANDRI
- 1981 – Extemporal la viață – Cornel Popa – ȘTEFAN MIREA
- 1981 – Zorile – Silviu Jigman – OFIȚERUL GERMAN
- 1981 – Trei generații – Nae Cosmescu – PAVEL
- 1982 – Nedreapta singurătate – Eugen Todoran – MIHAI RUVA
- 1982 – Banchiza (Ulei de E.O’Neill) – Timotei Ursu – secundul SLAUCOM
- 1983 – Perla și stridia (W.Saroyan) – Timotei Ursu – SCRIITORUL

Roluri la Teatrul Radiofonic, momente poetice, interviuri...doar (eventual!) în Arhiva RADIO!

## Cărți publicate
- Gânduri în tranzit (carnet de actor) - editura Crater – 1999, București
- Credință – editura Queen - 2000 – București
- Gara de pe plajă - poeme la purtător – editura Queen 2001, București
- Iesle cu nai – poeme la purtător – editura Anima 2017, București